# Temps décimal
 (octobre 2010).
Si vous disposez d'ouvrages ou d'articles de référence ou si vous connaissez des sites web de qualité traitant du thème abordé ici, merci de compléter l'article en donnant les références utiles à sa vérifiabilité et en les liant à la section « Notes et références ».
Le temps décimal est le temps de la journée exprimé dans une valeur décimale.

## Histoire

### Chine
La Chine mesurait le temps décimal, le ke (刻 ; pinyin : kè), au moyen de clepsydres (horloges à débit d'écoulement d'eau) depuis trois mille ans environ. Même plus tard, le format décimal fut souvent utilisé en parallèle avec le temps duodécimal et sexagésimal introduit dans les temps modernes par les occidentaux.

### France

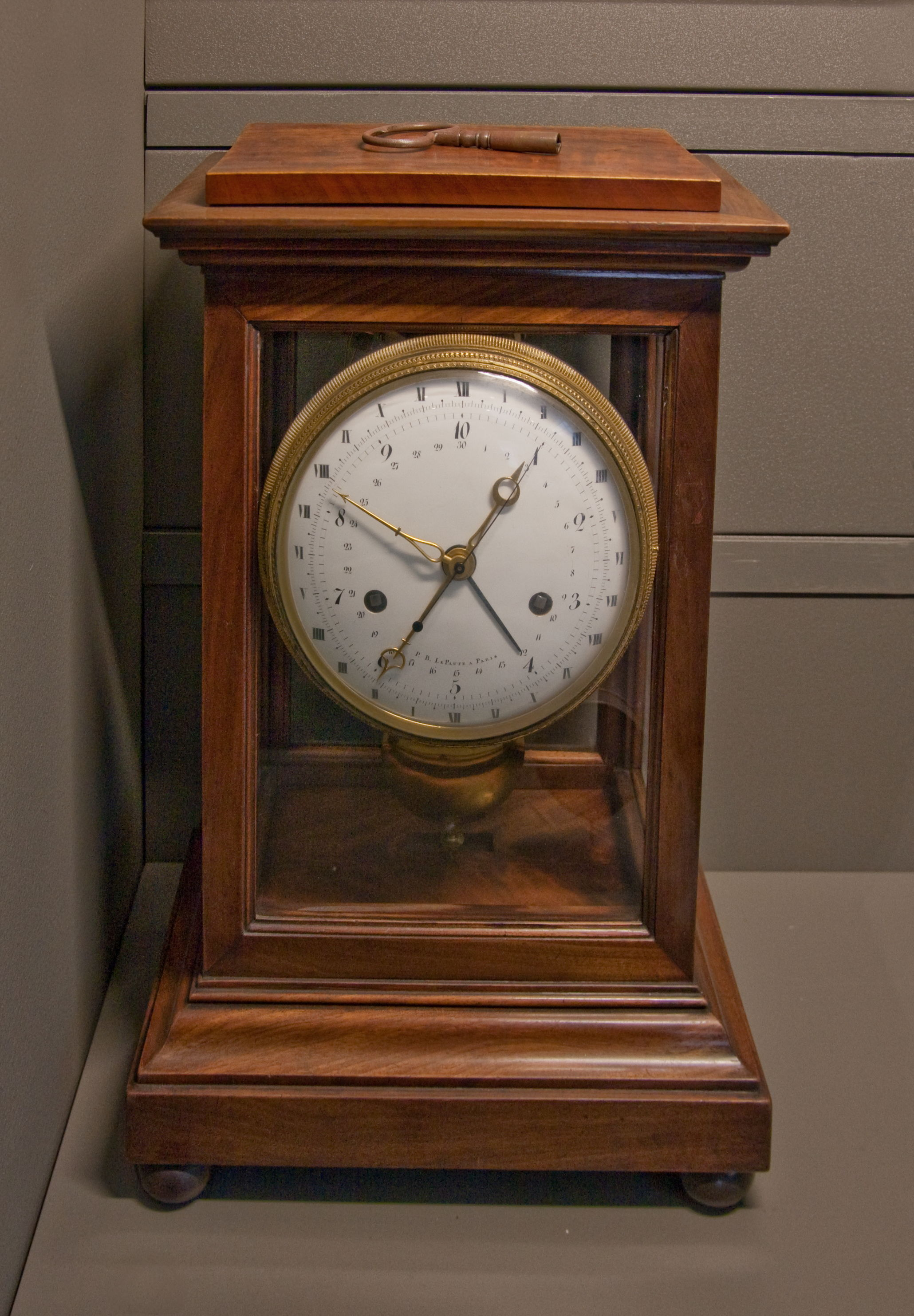
Horloge décimale de 1795.

Le temps décimal est utilisé en France entre 1793 et 1800, durant la Première République, dans le cadre de la mise en place du système métrique et de l'uniformisation des mesures sur une base décimale amenées par la Révolution. La journée est alors divisée en 10 heures de 100 minutes de 100 secondes.

## Dans le monde actuel
Bien que le principe de l'unification des bases arithmétiques dans les unités d'espace et de temps semble être extrêmement souhaitable, comme en témoignent de nombreux avis d'hommes scientifiques à travers l'histoire, l'idée de la décimalisation du jour est, de toute vraisemblance, définitivement abandonnée.[réf. nécessaire]
Actuellement, le format décimal du temps n'est utilisé que dans deux unités de mesure :
- dans la partie fractionnelle des jours juliens, une numérotation successive de jours utilisée actuellement par les astronomes.
- dans un système proposé par l'horloger suisse Swatch en 1998 : l'heure Internet. Très médiatisée à son lancement, elle n'est que rarement utilisée.
- dans l'industrie, le temps décimal est utilisé comme un standard, on parle de « ch » (centième d'heure). Son utilisation a pour but de simplifier les calculs notamment pour la planification des opérations.
- Les astronomes utilisent également parfois la kiloseconde (ks), égale à 1 000 secondes, donc à 16 minutes 40 secondes, pour exprimer des temps de pose / d'observation.

## Dans la culture populaire
- Dans l’épisode Les Gros Q.I. des Simpson, les membres du conseil d’administration de Springfield par intérim instaurent brièvement le temps décimal.

### Autres mesures du temps proposées
On a également proposé une mesure hexadécimale du temps et un temps duodécimal (ou dozénal) et son horloge